# Tijdschrift voor Privaatrecht
Het Tijdschrift voor Privaatrecht (TPR) is een juridisch vaktijdschrift voor België en Nederland dat in 1964 werd opgericht door Marcel Storme, Willy Delva, Jacques Matthijs, Adriaan Pitlo en Jan Ronse. Het verscheen continu sinds 1964 en telt 4 nummers per jaar. Het bevat juridische bijdragen van diverse aard, overzichten van rechtspraak en boekbesprekingen. 
De vereniging Tijdschrift voor Privaatrecht kent verder sedert 1989 de TPR-Prijs toe aan een jonge jurist(e) die de beste rechtsvergelijkende bijdrage van de afgelopen jaargang in het tijdschrift heeft geschreven. Sinds 1998 kent het Tijdschrift voor Privaatrecht jaarlijks één, en sinds 1999 twee, Belgisch-Nederlandse wisselleerstoelen toe. Om de twee jaar laat het aan Belgische academici toe om in residence college te geven in Nederland, en om de twee jaar andersom. Van recentere datum (2012) zijn de wisselleerstoelen met Zuid-Afrika, waar om de twee jaar een Belgische of Nederlandse onderzoeker naar Zuid-Afrika gaat, en omgekeerd.

## Ontstaansgeschiedenis van het TPR
Het TPR is gegrondvest op twee samenwerkingspijlers. Vooreerst is er de samenwerking over de landsgrenzen heen. De overwinning op Nazi-Duitsland door het sluiten van een bondgenootschap tussen verschillende staten (de geallieerden) gaf het geloof in succesvolle internationale samenwerking een oppepper, ook in België en Nederland. De regeringen van beide landen ondertekenden in 1946 het Nederlands-Belgisch cultureel akkoord en streefden ook een nauwere economische samenwerking na. Die had een harmonieus rechtssysteem nodig, naar het voorbeeld van Scandinavië. De wens tot internationale samenwerking bevorderde de ontwikkeling van de rechtsvergelijking als de manier om het eigen nationale recht naar een hoger niveau te tillen maar ook om het Belgische en Nederlandse recht te harmoniseren.
Op de tweede plaats heerste onder Belgische juristen het idee van samenwerking tussen justitie en de universiteiten. De Revue Critique de Jurisprudence belge (RCJB) was daar al een veruitwendiging van, net zoals de Algemene Praktische Rechtsverzameling (APR).
In de loop van 1963 groeide bij Marcel Storme de gedachte dat, ondanks de vele rechtskundige publicaties en vakbladen die in België werden uitgegeven, er nog behoefte was aan een Nederlandstalig wetenschappelijk tijdschrift. Op de redactieraad van de Algemene Praktische Rechtsverzameling van 14 juni 1963 legde hij de opvatting en de indeling ervan voor. Het zou een trimestrieel tijdschrift worden met een drieledige structuur: rechtsleer, overzichten van rechtspraak en boekbesprekingen. Elke rubriek zou zijn eigen lay-out hebben. In die opzichten - trimestriële publicatie en driedelige structuur - moet het TPR beschouwd worden als de Nederlandstalige tegenhanger van de Revue Critique de Jurisprudence belge. Naar aanleiding van de tienjarige verjaardag van de RCJB in 1957, had Jan Ronse er immers voor gepleit dat de RCJB een echt Belgisch tijdschrift zou worden, “d.w.z. een tweetalig tijdschrift, waarin de Franstalige en Nederlandstalige juristen, elk in hun eigen taal, kunnen publiceren tot verwezenlijking van de doeleinden die door het tijdschrift nagestreefd worden”. Zijn oproep viel in dovemansoren, wat verklaart waarom hij enthousiast meeging in het TPR-verhaal.  
Marcel Storme bleef gedurende 50 jaar directeur van het TPR. In 2014 werd hij opgevolgd door twee co-directeurs, Matthias Storme  en Vincent Sagaert.